# Sandsjön (Femsjö socken, Småland)
Sandsjön är en sjö i Hylte kommun i Småland och ingår i Fylleåns huvudavrinningsområde. Sjön har en area på 0,0816 kvadratkilometer och ligger 148,1 meter över havet.

## Delavrinningsområde
Sandsjön ingår i det delavrinningsområde (630687-134794) som SMHI kallar för Inloppet i Håknasjön. Medelhöjden är 156 meter över havet och ytan är 1,28 kvadratkilometer. Räknas de 11 avrinningsområdena uppströms in blir den ackumulerade arean 48,7 kvadratkilometer. Avrinningsområdets utflöde Fylleån mynnar i havet. Avrinningsområdet består mestadels av skog (52 procent), jordbruk (21 procent) och sankmarker (11 procent). Avrinningsområdet har 0,08 kvadratkilometer vattenytor vilket ger det en sjöprocent på 6,4 procent.